# Rudolf Crisolli (Journalist)

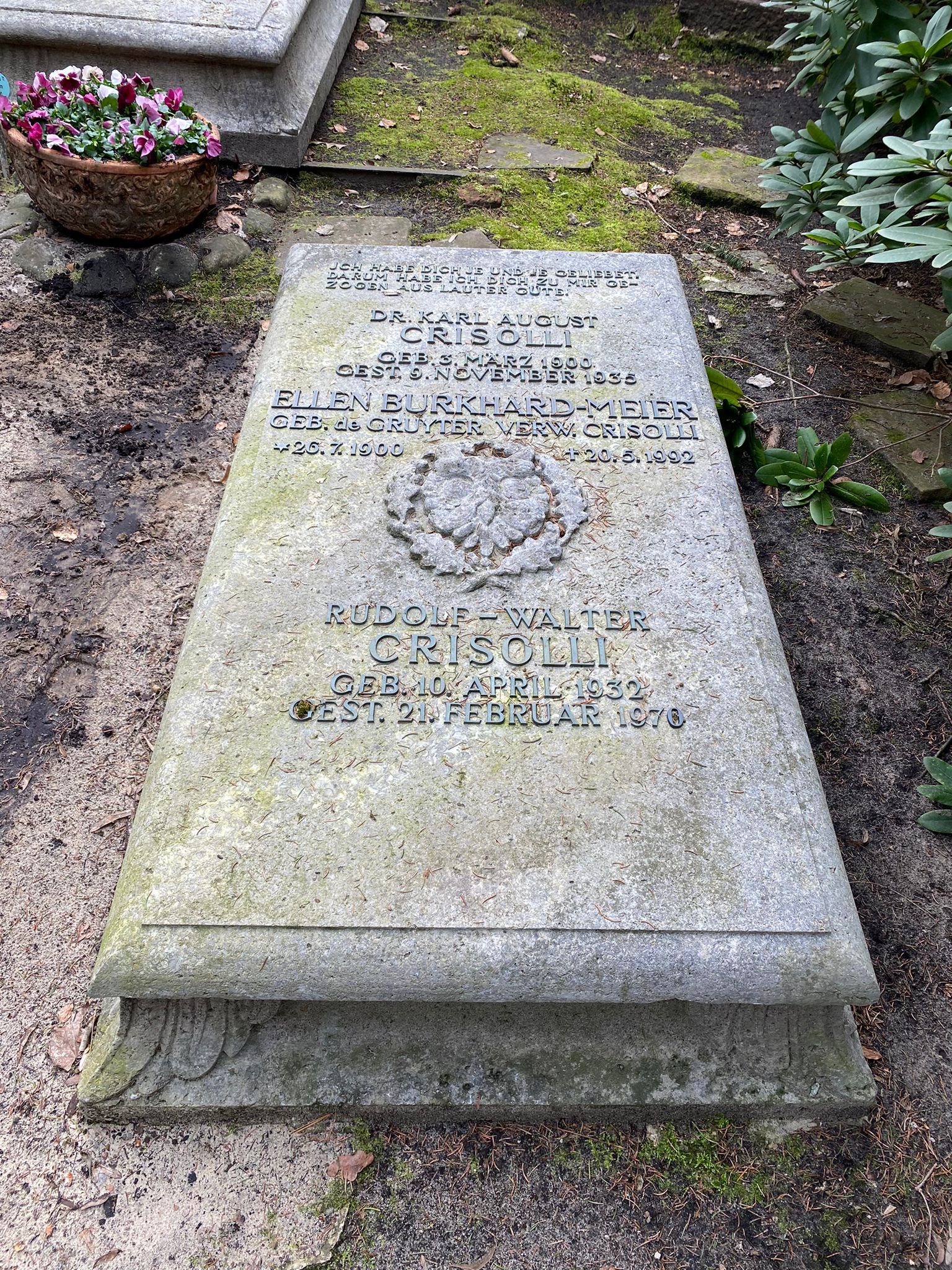
Grabstätte auf dem Parkfriedhof Lichterfelde

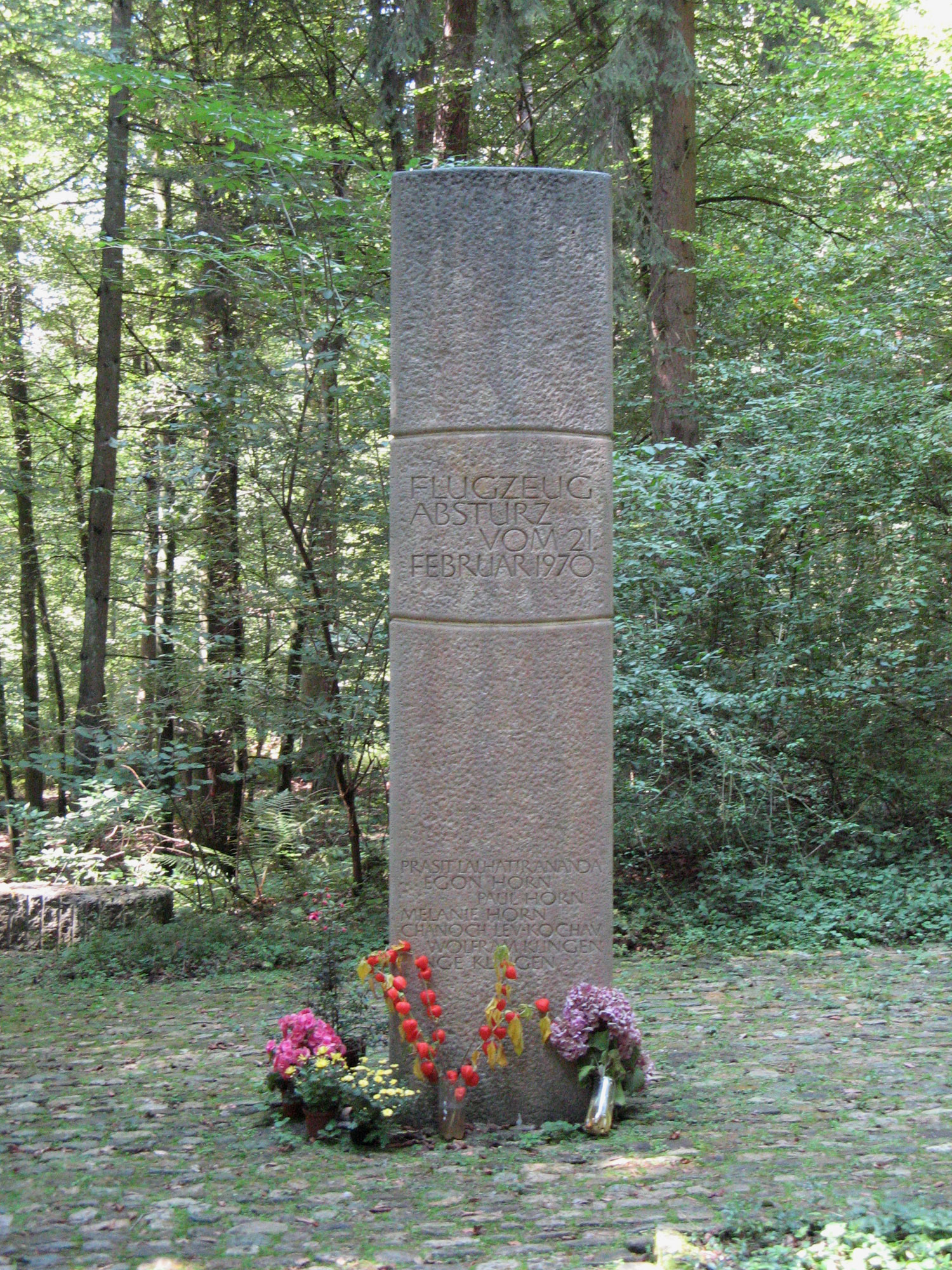
Denkmal für die Opfer des Anschlags bei Würenlingen

Rudolf-Walter Crisolli (* 10. April 1932 in Berlin; † 21. Februar 1970 bei Würenlingen, Schweiz) war ein deutscher Fernsehjournalist.

## Leben
Rudolf Crisolli kam als Sohn des Juristen Karl-August Crisolli (1900–1935) und dessen Ehefrau Ellen de Gruyter (1900–1992), einer Tochter des Verlegers Walter de Gruyter, zur Welt. Sein Vater starb drei Jahre nach Rudolfs Geburt. 1936 heiratete seine Mutter in zweiter Ehe den Kunsthistoriker Burkhard Meier, Geschäftsführer des Deutschen Kunstverlages.
Seine Karriere begann beim Bayerischen Rundfunk. Dort arbeitete er zunächst im Archiv, anschließend als Assistent des Aufnahmeleiters beim Bayerischen Fernsehen. Er stieg rasch zum Produktionsleiter auf, am 12. August 1960 wurde seine erste Reportage in der Abendschau gesendet. Innerhalb von zwei Jahren produzierte er mehr als 200 Beiträge. Nach der Gründung des ZDF wechselte er in das bayerische Landesstudio des neuen Fernsehsenders.
Ab 1967 war Crisolli weltweit unterwegs und berichtete immer wieder aus Krisenregionen wie Vietnam, Biafra oder dem Nahen Osten. Am 13. Juni 1968 überlebte er den Absturz einer Boeing 707-321C der Pan Am unweit des Flughafens Kalkutta. Seither plagte ihn Flugangst. In der Position eines Chefreporters des ZDF kam er am 21. Februar 1970 bei einem Flugzeugabsturz als Passagier des Swissair-Flugs 330 durch ein Bombenattentat ums Leben. Er war auf dem Weg von Asien nach Israel, um dort einen ZDF-Kollegen zu vertreten. Crisolli hatte einen vermeintlich sicheren Swissair-Flug gebucht, um einen Flug mit der israelischen Fluggesellschaft El Al zu vermeiden, deren Flugzeuge immer wieder Ziele arabisch-palästinensischer Terroristen waren.
Rudolf Crisolli war Onkel des HR-Fernsehjournalisten Georg M. Hafner. Dieser war der Autor des Dokumentarfilms München 1970. Als der Terror zu uns kam, in dem die Angehörigen Crisollis zu Wort kommen und der den geschichtlichen Kontext erörtert.

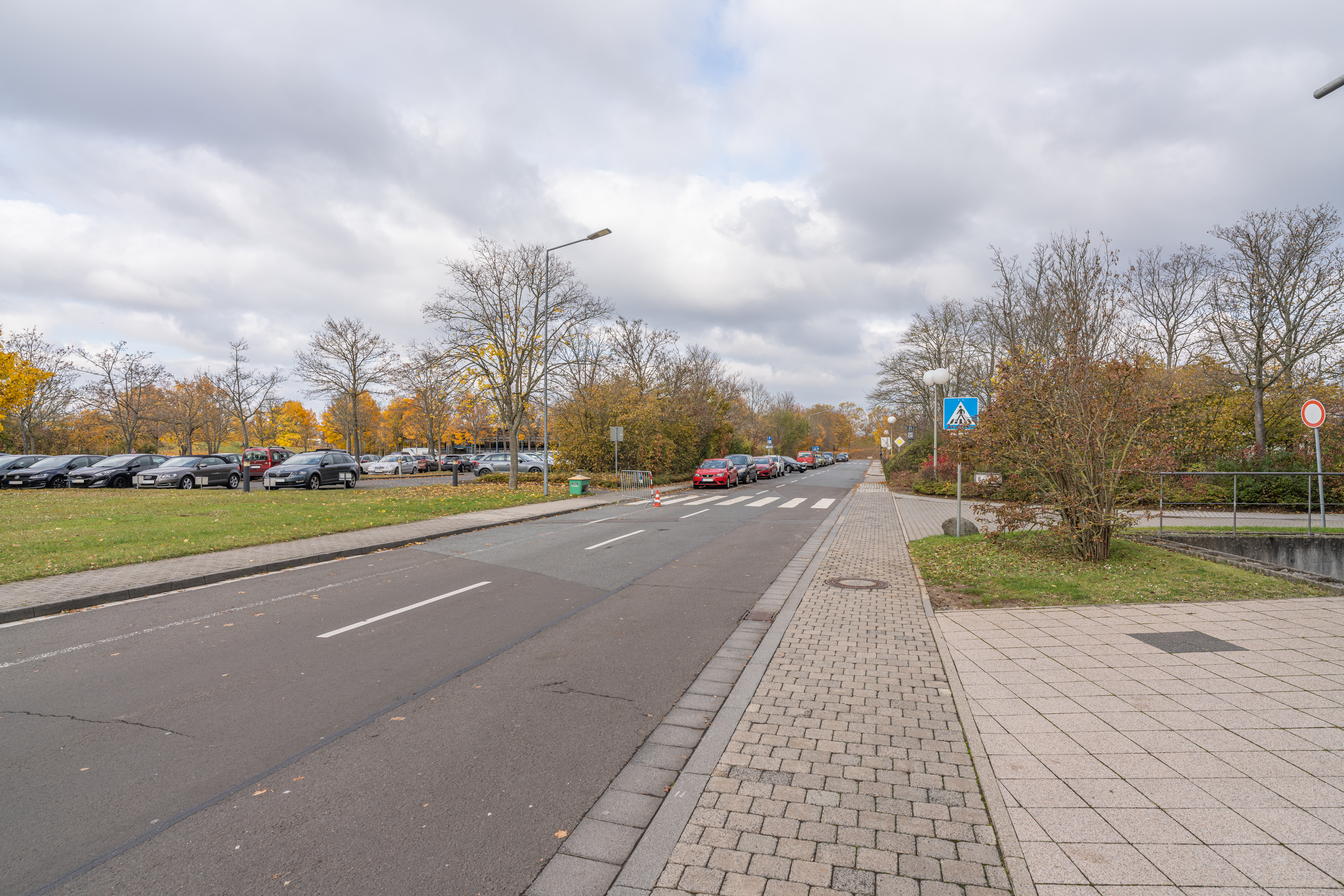
Die Rudolf-Crisolli-Straße in Mainz

Auf dem Gelände des ZDF-Sendezentrums in Mainz erinnert ein Straßenname an den ermordeten Journalisten.